# 2008 en tennis de table
Cet article présente les faits marquants de l'année 2008 en tennis de table.

## Évènements

### Jeux olympiques
- Tennis de table aux Jeux olympiques d'été de 2008